# رافائل میروال
رافائل میروال (فرانسوی: Raphaël Mirval‎؛ زادهٔ ۴ مهٔ ۱۹۹۶) بازیکن فوتبال اهل فرانسه است.

## باشگاهی
از باشگاه‌هایی که در آن بازی کرده‌است می‌توان به باشگاه فوتبال پروجا اشاره کرد.

## تیم ملی
وی همچنین در تیم ملی فوتبال گوادلوپ بازی کرده‌است.